# Lida Moser
Lida Moser (* 17. August 1920 in New York City, USA; † 11. August 2014 in Rockville (Maryland), USA) war eine US-amerikanische Fotografin und Fotojournalistin. Sie war eine bekannte Fotografin in der New Yorker Kunstszene der 1950er, 1960er und 1970er Jahre.

## Leben und Werk
Moser war die Tochter jüdischer Einwanderer aus Russland. Sie besuchte von 1937 bis 1938 das Brooklyn College. Nach ihrem Zivildienst im Army Signal Corps während des Zweiten Weltkriegs war sie in der Filmabteilung des Museum of Modern Art in New York City tätig. Sie begann mit der Fotografie, indem sie über eine Freundin der Familie 1947 eine Ausbildung bei der New Yorker Fotografin Berenice Abbott erhielt. Abbott beauftragte sie mit der Archivierung ihrer Fotosammlung des französischen Fotografen Eugène Atget. Anschließend begann Moser eine freiberufliche Karriere.
Inspiriert von Atgets Fotos der Menschen und Straßen in Paris entwickelte Moser in New York City einen ähnlichen Fotostil. Sie trat in die Fotografenkooperative Photo League ein, zu der einige der berühmtesten Fotografen des Amerikas der Mitte des 20. Jahrhunderts gehörten. Diese Verbindungen halfen ihr, bei Magazinen wie Vogue, Look und Harper’s Bazaar zu arbeiten. Mosers erster Vogue-Auftrag trug den Titel Scottish Talents und umfasste Porträts führender schottischer Künstler und Schriftsteller. Sie reiste 1949 nach Schottland und fotografierte prominente Künstler und Autoren.
Im Sommer 1950 reiste sie in Begleitung von Paul Gouin und dem Ethnologen Luc Lacoursière entlang des St. Laurence River, von Montreal nach Quebec City, dann weiter nach Charlevoix, in den unteren Saint-Lawrence-Bereich und zur Gaspé-Halbinsel. Einige Monate später kehrte sie dorthin zurück, diesmal im Auftrag des Look-Magazins.  Dieses Projekt wurde zu der Sammlung, für die Moser vielleicht am bekanntesten ist. Sie dokumentierte das Nachkriegs-Quebec im Übergang von einer ländlichen zur städtischen Gesellschaft. Die daraus resultierenden Fotos wurden 1972 und 1982 im McCord Museum in Montreal gezeigt. Die Fotosammlung wurde 1982 als ein Buch mit dem Titel Québec à l'été 1950 (Quebec im Sommer 1950) veröffentlicht, das von Roch Carrier geschrieben wurde und ein Vorwort des damaligen Premierministers René Lévesque enthielt.
1992 wandte sie sich an die Montrealer Produzentin, Regisseurin und Filmemacherin Joyce Borenstein, um einen Film über ihre Reise im Jahr 1950 zu drehen. Aus Kostengründen lehnte Borenstein ab. 1995 erwarb die BANQ (Bibliothèque et Archives nationales du Québec) Mosers Quebec-Sammlung und 2008 setzte Borenstein das Filmprojekt fort. Lida Moser Photographer: Odyssey in Black and White wurde im November 2017 im McCord Museum uraufgeführt, gefolgt von einer Vorführung an der Concordia University. Im März 2018 wurde der Film auf der FIFA (International Festival of Films on Art) präsentiert.
Ihre Arbeiten erschienen in Magazinen wie Look, Esquire, und Vogue in der Mitte des zwanzigsten Jahrhunderts. Moser schrieb von 1974 bis 1981 über Fotografie für The New York Times. Die Themen in ihrer Kolumne reichten von Tipps wie „Leihen Sie Ihre Kamera niemandem“ bis hin zu Möglichkeiten, Stipendien und Wettbewerbe zu gewinnen. Sie veröffentlichte mehrere Bücher über ihre Fotografien und über Fototechniken. Sie fertigte auch Porträts berühmter Musiker wie Charles Mingus und Leonard Bernstein sowie surreale und abstrakte Darstellungen des Straßenlebens und der Architektur New Yorks an.
Moser starb 2014 im Alter von 94 Jahren in Rockville, Maryland, sechs Tage vor ihrem 94. Geburtstag.
Ihre Arbeiten wurden in vielen Museen weltweit ausgestellt und befinden sich unter anderen in der ständigen Sammlung der National Portrait Gallery (London), im National Archives, Ottawa, der National Galleries of Scotland, der National Portrait Gallery in Washington, D.C., der Library of Congress, im Les Archives Nationales du Quebec, der Corcoran Gallery of Art, der Phillips Collection. Ihr Foto der Fensterputzer, die Fenster im Exxon-Gebäude in New York putzen, wurde in Legoland in Florida zu einer 3D-Skulptur umgesetzt.
2018 organisierte das Dickinson College eine Retrospektive ihrer Fotografien, wobei die Smithsonian Institution dem College etwa 500 Moser-Drucke auslieh.
Die Crystal Bridges Library enthält eine Sammlung von 17 Fotografien, die Moser von ihren Freunden, dem Künstler John Koch und der Pianistin Dora Zaslavsky in ihrer New Yorker Wohnung zwischen 1954 und 1974 angefertigt hat.

## Einzelausstellungen (Auswahl)
- 2005: Lida Moser, Fraser Gallery in Georgetown[11]
- 2008: MARCH 2008 - LIDA MOSER - A RETROSPECTIVE, Fraser Gallery, Bethesda, Maryland, USA
- 2015: 1950: Quebec Through the Eyes of American Photojournalist Lida Moser, Musée National des Beaux-Arts du Québec[12]
- 2018: A LENS WITHOUT LIMITS, The Trout Gallery, The Art Museum of Dickinson College[13]

## Veröffentlichungen
- 1966: Earthman, Come Home.
- 1968: A Life For the Stars (Cities in Flight, 2). Avon Books.
- 1971: Construction of the Exxon Building . New York.
- 1974: Fun in Photography Amphoto U.S. ISBN 978-0-8174-0564-9.
- 1979: Grants in Photography: How to Get Them. ISBN 978-0-8174-2445-9.
- 1980: Amphoto Guide to Special Effects. Watson-Guptill Pubns, ISBN 978-0-8174-3524-0.
- 1981: Photography Contests: How to Enter, How to Win. Amphoto U.S., ISBN 978-0-8174-2445-9.
- 1982: Quebec a l'ete 1950. Libre Expression (French Edition), ISBN 978-2-89111-110-2.
- 1983: Career Photography: How to Be a Success As a Professional Photographer. Prentice Hall Trade, ISBN 978-0-13-115113-0.
- 2015: 1950: Le Quebec De La Photojournaliste Americaine Lida Moser. Musée national des beaux-arts du Québec, ISBN 978-2-551-25592-4.